# تین تاپ
تین تاپ (هانگول: 틴탑): یک گروه پسر کره جنوبی که متشکل از شش عضو است. گروه تحت کمپانی تاپ مدیا، توسط اندی لی از شینهوا تأسیس شد، در سال 2010. آن‌ها اولین آلبوم خود را به نام "Come into the World" در ۹ ژوئیه ۲۰۱۰ منتشر ساختند. اولین حضور رسمی آنهادر روز بعد در ام‌بی‌سی موزیک کور بود. نام رسمی باشگاه طرفداران آن‌ها فرشته است، قبلاً نام غیررسمی آن آندرومدا بود.

## درباره گروه
اعضای تین تاپ ریکی ونیل هر دو در کودکی بازیگر بودند.نیل از طریق موسیکال پلیز، که در آن او در نقش جوانی جو وون بازی کرد. ریکی در موزیک ویدئو موسیقی سئو تایجی به نام "رویای بشر" حضور داشت و بعد نقش جوانی شخصیت سونگ هیون آنگ رادر آهنگ عشق به تصویر کشید. چهار تن از اعضای تین تاپ مانند چانگ جو، نیل، کپ، و ال جو در لوته ورلد آشکارکار کردند در حالی که در اعضای دیگر چونجی و ریکی به صورت محرمانه کار کردند.در آن زمان ال جو از قبل بر خلاف اعضای دیگر دو بازی داشت

## اعضا
| کپ      | 캡   | بانگ مین سو   | 방민수   | 方旻洙   | رهبر گروه، رپر اصلی , رقصنده  |
| چونجی   | 천지 | لی چان هی     | 이찬희   | 李燦熺   | رهبر رقص و خواننده            |
| ال جو   | 엘조 | لی بیونگ هون  | 이병헌   | 李秉憲   | رپر و رقصنده                  |
| نیل     | 니엘 | آن دانیل      | 안다니엘 | 安다니엘 | خواننده اصلی و رقصنده         |
| ریکی    | 리키 | یو چانگ هیون  | 유창현   | 柳昌賢   | خواننده و رقصنده              |
| چانگ جو | 창조 | چوی جونگ هیون | 최종현   | 崔鍾顯   | خواننده ،رقصنده و مکنائه گروه |